# 小行星9747
小行星9747（英語：9747）是一颗围绕太阳公转的小行星。1989年1月4日，上田清二、金田宏在钏路市发现了此天体。
这颗小行星的绝对星等为356.8977499657613等。